# Lolita (trop jeune pour aimer)
Lolita (trop jeune pour aimer) è una canzone tratta dall'album Incognito della cantante canadese Céline Dion, pubblicata nel settembre 1987 in Canada come terzo singolo promozionale. La canzone è stata scritta da Luc Plamondon e Daniel Lavoie.

## Contenuti, successo commerciale e pubblicazioni
La canzone fa riferimento alla protagonista del romanzo Lolita scritto da Vladimir Nabokov e il testo descrive una giovane donna che insiste sul fatto che non è "troppo giovane" per amare. Riguardo alla canzone Céline disse: "Quando vidi quello che Luc aveva scritto, fui travolta. Come Eddy, Luc aveva esplorato la mia vita interiore, quello che aveva scritto era così vicino a me che non potevo evitare di essere davvero turbata da tutto ciò". La Dion disse che la canzone descriveva il suo amore per il suo manager e futuro marito René Angélil:"La prima volta che ho cantato le parole di Lolita, ero di fronte a René e l'ho cantata per farlo ridere."
Il singolo è stato rilasciato con Ma chambre, traccia inclusa sul lato B del disco. Lolita (trop jeune pour aimer) ebbe molto successo in Québec dove raggiunse la prima posizione della classifica, rimanendovi per due settimane. Entrò in classifica il 3 ottobre 1987 e vi rimase per ventidue settimane in totale.
La canzone è stata inclusa anche nel greatest hits del 2005 di Céline Dion, On ne change pas.

## Videoclip musicale
Per il singolo furono realizzati due videoclip promozionali, il primo fu realizzato grazie a delle scene tratte dallo speciale televisivo dedicato all'album Incognito, trasmesso nel settembre 1987 e diretto dal regista Jacques Payette. In seguito fu realizzato un secondo videoclip, girato in Scozia e anch'esso diretto da Jacques Payette nel 1987. Il video mostra la Dion che cammina per Edimburgo, prendendo anche l'autobus. Secondo l'addetto stampa di Céline Dion, Mia Dumont, all'epoca il video sbalordì i suoi fan, in quanto segnò il suo passaggio da teen idol ad artista matura. "Tutto ad un tratto mostrò questo corpo" disse Dumont. "Queste gambe lunghe. E lei era bellissima. La gente poté ammirare la sua bellezza." Questo videoclip è stato incluso sul DVD di On ne change pas della stessa Dion.

## Formati e tracce
LP Singolo 7" (Canada) (CBS: C5 3018)
1. Lolita (Trop Jeune Pour Aimer) – 3:59 (testo: Luc Plamondon – musica: Daniel Lavoie)
2. Ma Chambre – 4:00 (Jean-Pierre Ferland, Daniel Mercure)

## Classifiche
| Classifica (1987) | Posizione massima raggiunta |
| ----------------- | --------------------------- |
| Québec (ADISQ)    | 1                           |

## Crediti e personale
Personale
- Arrangiato da - Jean-Alain Roussell
- Musica di - Daniel Lavoie
- Produttore - Jean-Alain Roussell
- Testi di - Luc Plamondon